# Jorge Ben Jor
Jorge Duílio Lima Meneses OMC (Rio de Janeiro, 22 de março de 1939), mais conhecido como Jorge Ben (AFI: [ˌʒɔʁʒi ˈbẽj̃]) ou Jorge Ben Jor, é um cantor, compositor e músico brasileiro. Em 2008 a revista Rolling Stone Brasil o nomeou como o 5º maior artista da história da música brasileira. Foi incluído na lista 30 maiores ícones brasileiros da guitarra e do violão, também pela Rolling Stone Brasil, em 2012.
Seu estilo característico possui diversos elementos, entre eles: rock, samba, samba-rock, bossa nova, jazz, maracatu, funk, ska e até mesmo hip hop, com letras que misturam humor e sátira, além de temas esotéricos. A obra de Jorge Ben tem uma importância singular para a música brasileira, por incorporar elementos novos no suingue e na maneira de tocar violão, com características do rock, soul e funk norte-americanos. Além disso, trouxe influências árabes e africanas, oriundas de sua mãe, nascida na Etiópia.
Influenciou o sambalanço e o samba-rock e foi regravado e homenageado por inúmeros expoentes das novas gerações da música brasileira, como Mundo Livre S/A, Os Paralamas do Sucesso, Skank, Fernanda Abreu, Racionais MC's e Belô Velloso. Jorge Ben Jor explodiu com a música "Mas Que Nada" e, logo em seguida, ratificou seu talento com outro grande sucesso, "Chove Chuva". Duas canções que não eram nem bossa nova, nem samba. Os puristas achavam que sua música era moderna demais. Era difícil para os músicos da época acompanhá-lo, tanto assim que seus primeiros discos foram gravados com um conjunto que tocava samba jazz no Beco das Garrafas, o Meirelles e os Copa 5, liderados pelo saxofonista J. T. Meirelles.

## Infância e adolescência
Carioca de Madureira, mas criado no Rio Comprido, é filho de Augusto Menezes e da etíope Silvia Saint Ben Lima. Jorge Ben queria ser jogador de futebol e chegou a integrar o time infanto-juvenil do Flamengo, mas acabou seguindo o caminho da música, presente em sua vida desde criança. Também frequentou por dois anos o Seminário São José do Rio de Janeiro, onde aprendeu latim e canto gregoriano, mas não continuando a carreira para o sacerdócio católico. Ganhou seu primeiro pandeiro aos treze anos de idade e, dois anos depois, já cantava no coro da igreja. Também participava como tocador de pandeiro em blocos de carnaval. Aos dezoito, ganhou um violão de sua mãe e começou a se apresentar em festas e boates, tocando bossa nova e rock and roll. É conhecido como Babulina, por conta da pronúncia do rockabilly "Bop-A-Lena" de Ronnie Self (apelido que Tim Maia tinha pelo mesmo motivo). Ao passar a ter interesse pela música, o artista vivenciou uma época na qual a bossa nova predominava no mundo. A exemplo da maioria dos músicos de então, ele foi inicialmente influenciado por João Gilberto, mas, desde o início, foi bastante inovador. Outras influências incluem o sambalanço de Orlandivo, baião de Luiz Gonzaga e o rock de Little Richard.

### Data de nascimento
Desde o início de sua carreira, Jorge Ben Jor foi apresentado na imprensa como tendo nascido em 1944 (entrevista para a Revista do Rádio em 1963 que cita a data de 2 de dezembro de 1944 e o seu nome completo como sendo "Jorge Lima Menezes") ou 1943 (em entrevista para o Jornal do Brasil em 1970 e para a revista Manchete em 1973).
Em 2012, estabeleceu-se uma controvérsia sobre a idade do cantor a partir da celebração dos seus setenta anos por diversos portais, canais de televisão e fã-clubes através de menções e especiais. Entretanto, a assessoria de imprensa do músico rapidamente divulgou que o ano correto de nascimento do compositor carioca era 1945. De um modo geral, a imprensa contestou a afirmação, apresentando tanto incongruências com entrevistas dadas no início da carreira, quanto a improbabilidade de Jorge ter lançado seu primeiro disco, Samba Esquema Novo, aos dezoito anos ou de ter feito parte da Turma do Divino com Tim Maia, Roberto Carlos e Erasmo Carlos, que haviam nascido no início da década de 1940. Assim, em 2015 houve significativamente menos lembranças pelos setenta anos do cantor, inclusive com parte da imprensa especializada ironizando a situação, escrevendo que o compositor carioca estaria completando aquele marco "segundo as suas contas".
Finalmente, em novembro de 2020, foi lançado o livro África Brasil – Um dia Jorge Ben voou para toda a gente ver, que analisa o álbum África Brasil — considerado um divisor na carreira do músico. A autora, a jornalista musical Kamille Viola, após extensa pesquisa nos registros civis, encontrou uma certidão de nascimento que confirma a data de 22 de março de 1939 como sendo a correta. Logo, a biógrafa e diversos jornalistas especializados consideraram extremamente provável ser este documento a prova definitiva do ano de nascimento do artista carioca devido a existência de inconsistências apenas mínimas, normais para um documento da época. Apesar disso, o cantor e compositor continua sustentando o ano de 1945 como o correto.

## Carreira

### O início com o sucesso de "Mas que Nada"
No início dos anos 1960, apresentou-se no Beco das Garrafas, que se tornou um dos redutos da bossa nova. Em 1963, ele subiu no palco e cantou "Mas que Nada" — que já tinha gravado como vocalista do conjunto do organista Zé Maria, para uma pequena plateia, que incluía um executivo da gravadora Philips. Dois meses depois, era lançado o primeiro compacto de Jorge Ben, que inclui ainda "Por Causa de Você Menina". No mesmo ano lançou o primeiro LP, Samba Esquema Novo, acompanhado pelo conjunto de samba jazz Meirelles e os Copa Cinco. Nessa época, Jorge Ben tornou-se unânime entre os críticos musicais da época, pois vinha com uma batida nova, o chamado samba rock, que agradava ao mesmo tempo grupos extremos como a bossa nova e a Jovem Guarda. "Mas que Nada" foi seu primeiro grande sucesso no Brasil e também é uma das canções em língua portuguesa mais executadas nos Estados Unidos até hoje, na versão do pianista brasileiro Sérgio Mendes com o grupo de hip hop norte-americano Black Eyed Peas. E também foi uma das poucas a obterem êxito nesse país (como "Garota de Ipanema"), tendo ainda sido regravada por artistas como Ella Fitzgerald, Dizzy Gillespie, Al Jarreau, Herb Alpert, José Feliciano, Trini Lopez, Belle & Sebastian, Coldplay (este, no festival Rock in Rio de 2011) e Red Hot Chili Peppers(este, no festival Lollapalooza de 2018). Outras composições como "Zazueira" e "Nena Naná" fizeram relativo sucesso no país. Seu ritmo híbrido lhe trouxe alguns problemas no início, quando a música brasileira estava dividida entre a Jovem Guarda e a MPB tradicional, de letras engajadas. 

### Era de Festivais e fase esotérica-experimental

Jorge Ben, 1972. Arquivo Nacional.

Em 1968, Jorge Ben foi convidado para o programa Divino, Maravilhoso que Caetano Veloso e Gilberto Gil faziam na Rede Tupi. Ele também participou de O Fino da Bossa (comandado por Elis Regina e Jair Rodrigues) e do Jovem Guarda (de Roberto Carlos, Erasmo Carlos e Wanderléa) ambos da TV Record, mas considerados rivais. Nesta época, Jorge Ben obteve enorme sucesso com as músicas "Cadê Tereza?", "País Tropical", "Que Pena" e "Que Maravilha", além de concorrer com "Charles, Anjo 45" no festival Internacional da Canção, da TV Globo, em 1969. Na década de 1970, venceria este festival com "Fio Maravilha", interpretado por Maria Alcina. "País Tropical" também teve êxito, na voz de Wilson Simonal. Ainda nos anos 1970, Jorge Ben lançou álbuns mais esotéricos e experimentais, como A Tábua de Esmeralda (1974), Solta o Pavão (1975) e África Brasil (1976). Embora não tenham obtido sucesso comercial, estes álbuns são, hoje, considerados clássicos da música brasileira. África Brasil também apresenta um remake de sua canção lançada anteriormente "Taj Mahal". Com seu sucesso comercial e reprodução contínua de rádio, a melodia foi copiada em "Da Ya Think I'm Sexy?" de Rod Stewart (1979). Ben processou por plágio e Stewart resolveu o processo e doou os royalties do single para a UNICEF.

### Mudança de nome e fase pop
Na década seguinte, Jorge Ben dedicou-se a divulgar suas músicas no exterior. Em 1989, ele mudou o nome artístico de Jorge Ben para Jorge Benjor, logo depois alterado para Jorge Ben Jor. Na época, foi especulado que a mudança teria sido provocada pela numerologia, mas o mais plausível é que tenha ocorrido para evitar confusões com o músico americano George Benson, pois Jorge Ben estava começando a se tornar muito conhecido nos Estados Unidos na época. Nesta nova fase, sua música tornou-se mais pop, ainda que com groove. Ele afirma ter começado a usar guitarra elétrica por não conseguir ouvir o som do violão nos shows. Sua música "W/Brasil (Chama o Síndico)", lançada em 1990, estourou nas pistas de dança em 1993, tornando-se uma verdadeira febre na época. A canção é também uma homenagem ao cantor Tim Maia. Além disso, foi realizada devido a um pedido pessoal de Washington Olivetto, proprietário da agência de propaganda W/Brasil, que lhe pediu para criar uma música sobre a agência. Em 2004, Jorge Ben Jor lançou Reactivus Amor Est (Turba Philosophorum), primeiro álbum com canções inéditas desde 1995.
Ainda na ativa, seus shows costumam durar cerca de três horas, para plateias formadas principalmente por jovens.[carece de fontes?] Fez uma participação especial no DVD 1000 Trutas, 1000 Tretas de 2006, do grupo de rap Racionais MC's, onde cantou a música "Abenção Mamãe, Abenção Papai".
Em 2012, participou do Luau MTV, contudo, a gravação não foi lançada em CD ou DVD.
Em 14 de fevereiro de 2018, lançou o single "São Valentim", inspirado no santo católico de mesmo nome, a data em homenagem ao santo é usada para comemorar o Dia dos Namorados em vários países do mundo.

## Discografia

### Estúdio
- 1963 - Samba Esquema Novo
- 1964 - Sacundin Ben Samba
- 1964 - Ben É Samba Bom
- 1965 - Big Ben
- 1967 - O Bidú: Silêncio no Brooklin
- 1969 - Jorge Ben
- 1970 - Força Bruta
- 1971 - Negro É Lindo
- 1972 - Ben
- 1973 - 10 Anos Depois
- 1974 - A Tábua de Esmeralda
- 1975 - Gil & Jorge: Ogum, Xangô
- 1975 - Solta o Pavão
- 1976 - África Brasil
- 1977 - Tropical
- 1978 - A Banda do Zé Pretinho
- 1979 - Salve Simpatia
- 1980 - Alô Alô, Como Vai?
- 1981 - Bem-vinda Amizade
- 1983 - Dádiva
- 1984 - Sonsual
- 1986 - Ben Brasil
- 1989 - Ben Jor
- 1993 - 23
- 1995 - Homo Sapiens
- 1997 - Músicas Para Tocar em Elevador
- 2004 - Reactivus Amor Est (Turba Philosophorum)
- 2007 - Recuerdos de Asunción 443

### Ao vivo
- 1972 - On Stage
- 1975 - Jorge Ben à l'Olympia
- 1982 - Energia
- 1991 - Ao Vivo no Rio
- 2002 - Acústico MTV
- 2005 - Phono 73 – O canto de um povo
- 2007 - Coisa de Jorge

### Compilações
- 1993 - Grandes Mestres da MPB
- 1993 - Grandes Mestres da MPB Vol. 2
- 1993 - E-Collection
- 1993 - Música!
- 1995 - World Dance
- 1996 - Obras-Primas
- 2000 - Puro Suingue
- 2001 - Jorge Ben Jor Sem Limite
- 2006 - Football & Samba Groove Association
- 2015 - Alô Alô Jorge Ben Jor
- 2015 - iCollection
- 2015 - A Arte de Jorge Ben Jor

### Singles e EP
- 1963 - "Mas Que Nada" / "Por Causa de Você, Menina" (Philips 61.208)
- 1963 - "Chove Chuva" / "Balança Pema" // "Rosa, Menina Rosa" / "A Tamba" (Philips 440.640)
- 1964 - "Pula Baú" / "Gimbo" // "Vamos Embora" / "Carnaval Triste" (Philips 440.668)
- 1964 - "Bicho Do Mato" / "Pula Baú" (Philips 365.022)
- 1964 - "Descalço no Parque" / "Gabriela" (Philips 365.043)
- 1965 - "Agora Ninguém Chora Mais" / "George Well" (Philips 365.089)
- 1965 - "Veruschka" (versão alternativa de Quase Colorida) / "O Homem Que Matou o Homem Que Matou o Homem Mau" (Philips 365.119)
- 1966 - "Aleluia (É Nome de Mulher)" / "Você não É Ave-Maria, mas É Cheia de Graça" (Philips 365.143)
- 1967 - "Si Manda" / "Menina Gata Augusta" (AU 7010)
- 1967 - "Amor de Carnaval" / "Toda Colorida" (AU 7025)
- 1968 - "Salve-Se Quem Puder" / "Tê Tê (Te Te Te Tereza)" (AU 7035)
- 1968 - "A Minha Menina" / "Queremos Guerra" (AU 7036)
- 1969 - "Criola" / "Domingas" (Philips 365.292)
- 1969 - "Charles Anjo 45" (Caetano Veloso com Jorge Ben) / "Não Identificado" (Caetano Veloso) (Philips 365.296)
- 1969 - "Que Maravilha" / "Carolina Carol Bela" (ambas Toquinho com Jorge Ben) (RGE 70.369)
- 1969 - "Cadê Tereza" (Promo Airplay Philips)
- 1970 - "Cosa Nostra" (Jorge Ben e Trio Mocotó) / Coqueiro Verde (Trio Mocotó) (O Som d'O Pasquim XY 15)
- 1970 - "Take It Easy My Brother Charles" / "Quem Foi Que Roubou a Sopeira..." // "Bebete Vãobora" / "Charles Anjo 45" (Philips 441.469)
- 1970 - "Mano Caetano" (Maria Bethânia com Jorge Ben) / Dia 4 de Dezembro (Maria Bethânia) (Philips 365.312)
- 1970 - "Oba, Lá Vem Ela" / "O Telefone Tocou Novamente" (Single Europeu) (Philips 6069.006)
- 1971 - "Palomaris" / "Cassius Marcelo Clay" (Philips 6069.011)
- 1972 - "Rita Jeep" / "Negro É Lindo" (Philips 6069.033)
- 1972 - "Taj Mahal" / "Domingo 23" (Single Europeu) (Philips 6049.103)
- 1972 - "Caramba... Galileu da Galileia" / "Olha a Beleza Dela" (Philips 6069.046)
- 1972 - "Fio Maravilha" (Jorge Ben) / "Viva Zapátria" (MPB-4) (Philips 6069.056)
- 1973 - "O Circo Chegou" / "Lá Vem o Salgueiro" // "Tô com Deus, Tô com Amor" / "Bahia, Berço do Brasil" (Philips 6245.024)
- 1973 - "Jazz Potatoes" / "Hino do Flamengo" (Philips 6069.070)
- 1974 - "Brother" / "Menina Mulher da Pele Preta" (Single Europeu) (Philips 6069.110)
- 1974 - "País Tropical / Fio Maravilha / Taj Mahal" / "Caramba... Galileu da Galileia" (Single Europeu) (Philips 6069.114)
- 1974 - "A Lua É Minha" (Promo Fontana As 14 Mais da Difusora - Vol. II 6339.302)
- 1974 - "Eu Vou Torcer" (Promo Rentape Parada da Paradas Vol. 02 LP-RCP 002)
- 1974 - "Os Alquimistas Estão Chegando os Alquimistas" / "O Namorado da Viúva" // "O Homem da Gravata Florida" / "Minha Teimosia, uma Arma pra Te Conquistar" (Philips 6245.038)
- 1975 - "Os Alquimistas Estão Chegando os Alquimistas" / "Cinco Minutos" ou "Zumbi" (Single Europeu) (CBS 3331 / Metronome 25.701)
- 1975 - "Sem Essa nº 5" (Promo Fontana Máximo de Sucessos nº 13 6470.546)
- 1975 - "Para Ouvir no Rádio (Luciana)" / "O Rei Chegou, Viva o Rei" (Single Europeu) (Philips 6069.128)
- 1975 - "Por Causa de Você / Chove Chuva / Mas Que Nada" / "Bebete Vãobora / Criola / Cadê Tereza" (Single Europeu) (Philips 6069.143)
- 1976 - "Zagueiro" / "Cuidado com o Bulldog" // "Para Ouvir no Rádio" / "Se Segura Malandro" (Philips 6245.055)
- 1976 - "Zumbi" (Promo Rentape Parada da Paradas Vol. 26 LP-RCP 026)
- 1976 - "Xica da Silva" / "O Saber Poético da Literatura de Cordel" (Single Europeu) (Philips 6069.159)
- 1977 - "Xica da Silva" / "Meus Filhos, Meu Tesouro" // "Ponta de Lança Africano (Umbabarauma)" / "Hermes Trismegisto Escreveu" (Philips 6245.073)
- 1977 - "Tropical" / "Oba, La Vem Ela" (Single Europeu) (Metronome 25.716)
- 1977 - "Jesus de Praga" (Promo Philips Seleção Nacional de Sucessos 6349.354)
- 1978 - "Natal Brasileiro (Que Natal É Esse)" / "Waimea 55.000" (Som Livre 401.6135)
- 1979 - [três canções de Gilberto Gil no lado A] // "Agora Ninguém Chora Mais" / "Que Pena" / "Xica da Silva" (Philips 6245.100)
- 1979 - "Ive Brussel" (Promo Som Livre Globo de Ouro Vol. 6 403.6213)
- 1980 - "Boiadeiro" / "Waimea 55.000" // "Adelita" / "A Banda do Zé Pretinho" (Som Livre 402.6065)
- 1980 - "Someone's Stepping on My Mushrooms" (Patrick Hernandez com Jorge Ben) / "Swinging Time" (Patrick Hernandez) (Young 301.1195)
- 1981 - "Geórgia e Jorge" / "A Cegonha Me Deixou em Madureira" // "Alô, Alô, Como Vai" / "Waimea 55.000" (Som Livre 402.6069)
- 1982 - "O Dia Que o Sol Declarou..." / "Santa Clara Clareou" // "Oé Oé (Faz o Carro de Boi na Estrada)" / "Curumim Chama Cunhatã..." (Som Livre 402.6075)
- 1982 - "Saci Pererê" (Promo Som Livre 962.0002)
- 1983 - "Falcão (L'Ottavo Re Di Roma)" / "Lorella" (Single Europeu) (CGD 10462)
- 1983 - "O Reino Encantado do Amor" / "Rio Babilônia" (Som Livre 401.6154)
- 1983 - "A Terra do Filho do Homem" / "Bizantina Bizância" (Som Livre 401.6164)
- 1984 - "Pelos Verdes Mares" (Promo Som Livre 962.0003)
- 1984 - "Senhora Dona de Casa" (Promo Opus/Columbia Alta Rotatividade 429.501)
- 1986 - "Roberto Corta Essa" (Promo Airplay Som Livre)
- 1988 - "Roberto Corta Essa" / "Ela Mora Em Matogrosso" (Single Europeu) (pläne 88621)
- 1989 - "Miss X" (WEA 6WP.1029)
- 1989 - "Norma Jean" (WEA 6WP.1060)
- 1989 - "Norma Jean (Remix)" (WEA 6WP.1068)
- 1990 - "De Bob Dylan a Bob Marley..." (Gilberto Gil) / "Homem do Espaço" (Jorge Ben Jor) (WEA 6WP.2006)
- 1990 - "W/Brasil (Chama O Síndico)" (WEA 6WP.2073)
- 1990 - "Mama África" (Promo WEA Seleção Nota 10 670.9179)
- 1993 - "Engenho de Dentro" (WEA CDP-0993)
- 1994 - "Alcohol" (WEA CDP0794)
- 1994 - "Princesa" (Promo WEA CDP1694)
- 1994 - "Moça Bonita" (Promo WEA CDP1794)
- 1994 - "Menina Mulher da Pele Preta" (Sublimes com Jorge Ben Jor) (Columbia 51.637)
- 1995 - "Dzarm" (WEA CDP0295)
- 1996 - "Gostosa" (Epic 899.157 e Promo 901.151)
- 1996 - "Ave Anjos Angeli" (Promo Epic 901.154)
- 1996 - "Mulher Brasileira" (Sampa Crew com Jorge Ben Jor) (Epic 899.216)
- 1997 - "Rabo Preso" (Promo Epic 901.156)
- 1997 - "Maria Luiza" (Promo Sony Pop Rock Nacional 6 981.396)
- 1997 - "Que Maravilha" (com Paralamas do Sucesso)
- 1998 - "Malungo" (Chico Science e Nação Zumbi com Fred 04, Jorge Ben Jor, Marcelo D2 e Falcão) (Promo Chaos 899.553)
- 2001 - "Filho Maravilha (acústico)" (Universal 2802 629)
- 2003 - "Comanche (acústico)" / "Zazueira (acústico)"  (Universal 980 7991)
- 2007 - "Líder dos Templários (Jorge Aragão, Jorge Vercillo, Jorge Ben e Jorge Mautner) (Promo EMI 511832)
- 2009 - "Ogum" (Zeca Pagodinho com Jorge Ben Jor) (Promo Airplay Universal)
- 2010 - "Umbabarauma" (com Mano Brown) (Promo Nike 0001)
- 2012 - "Quero Toda Noite" (Fiuk com Jorge Ben Jor) (Warner 5052498895625)

### Aparições em Trilhas Sonoras
- 1970 - "Oba, Lá Vem Ela" - Álbum da Seleção Brasileira de Futebol para a Copa do Mundo FIFA de 1970
- 1973 - "Jazz Potatoes" - A Volta de Beto Rockfeller - Rede Tupi
- 1973 - "My Lady" - As Divinas... e Maravilhosas - Rede Tupi
- 1973 - "Fio Maravilha" - Tio Maravilha - Rede Tupi
- 1977 - "Errare Humanum Est" - O Profeta - Rede Tupi (na voz de Carlos Augusto Strazzer)
- 1978 - "Amante Amado" - Dancin' Days - TV Globo
- 1979 - "Waldomiro Pena" - Plantão de Polícia - TV Globo
- 1982 - "Oé Oé (Faz o Carro de Boi na Estrada)" - Paraíso - TV Globo
- 1983 - "Rio Babilônia" - Pão-Pão, Beijo-Beijo - TV Globo
- 1984 - "Me Chamando de Paixão" - Partido Alto - TV Globo
- 1994 - "Princesa" - Tropicaliente - TV Globo
- 1994 - "Engenho de Dentro" - Confissões de Adolescente - TV Cultura
- 1996 - "Xica da Silva" - Xica da Silva - Rede Manchete
- 1996 - "País Tropical" - O Campeão - Band
- 2000 - (desconhecido) - Sãos e Salvos! - TV Cultura
- 2002 - "Menina Crioula - Cidade dos Homens - TV Globo
- 2002 - "Ponta de Lança Africano (Umbabarauma)" - Agora É Que São Elas - TV Globo
- 2010 - "Umbabarauma" - Malhação 2011 - TV Globo
- 2014 - "Minha Teimosia, uma Arma pra Te Conquistar" - Boogie Oogie - TV Globo
- 2014 - "Amante Amado" e "Zumbi" - O Rebu - TV Globo
- 2015 - "Ive Brussel" - Totalmente Demais - TV Globo
- 2019 - "Brother" - Amor de Mãe - TV Globo
- 2019 - "Salve Simpatia" - Verão 90 - TV Globo